# Oxycheilinus bimaculatus
Espèce
Statut de conservation UICN

 LC  : Préoccupation mineure
Oxycheilinus bimaculatus est une espèce de poissons de récif de la famille des Labridés et qui se rencontre dans les océans Indien et Pacifique, des côtes est-africaines jusqu'à Hawaii et les îles Marquises, le long des côtes japonaises et jusqu'à sud vers Vanuatu.

## Description
Oxycheilinus bimaculatus mesure jusqu'à 15 cm. Sa coloration varie entre le brun, le jaune ou le vert mêlé à des taches de couleur. Les mâles présentent de longs filaments au niveau de la caudale.